# Modern Talking
Modern Talking era un duo de pop dance alemany, format per Thomas Anders i Dieter Bohlen, que feien música del gènere europop. Modern Talking, que per vendes són el grup més reeixit i popular d'Alemanya, han tingut un cert nombre de singles que arriben al top-5 a molts països. Alguns dels seus singles més populars són You're My Heart, You're My Soul, You Can Win If You Want, Brother Louie, Atlantis is Calling (S.O.S. for Love) i Geronimo's Cadillac.
La primera part d'activitat de Modern Talking va ser de 1984 a 1987. El duo es va tornar a unir el 1998, després de separar-se en 1987. La seva tornada va ser força reeixida, fent més música de 1998 a 2003. El so de Modern Talking, tanmateix, era bastant diferent del seu original de 1980. El duo tornava enrere a l'hora de gravar discos en 1998, ja que els seus materials es basaven en la demanda que feien els mercats europeus a l'època durant els últims anys del 1990, que exigia que sonés el seu original 1980 Europop, per canviar a 1990 amb Eurodansa. El duo publicaven singles i una altra vegada entraven al top-10, no només al seu país sinó també a l'estranger. Alguns d'aquells singles eren You're My Heart, You're My Soul '98, Brother Louie '98 i You Are Not Alone.

## Història

### El començament
Formant-se primer al final de 1984, inesperadament es tornaven immensament populars entre la seva eurodiscoteca quan van aconseguir la fama amb el single "You're My Heart, You're My Soul" amb què ocupaven el nombre una posició a 35 països incloent-hi la seva pàtria, on el single s'enfilava en la part superior durant sis setmanes consecutives. El single, finalment, passava a vendre vuit milions de còpies. La pista se seguia, llavors, per un número més encertat amb "You Can Win If You Want", que era llençat a mitjans de 1985 des de l'àlbum de debut The First Album. L'àlbum continuava sent de platí a Alemanya per vendre's per sobre de 500.000 unitats.
Aviat arribava el seu segon èxit, quan Modern Talking va treure al mercat el single "Cheri, Cheri Lady" que també de pujava ràpidament a la part superior de les llistes a Alemanya, Suïssa, Àustria i Noruega que mentrestant introduïen el top-10 a Suècia i Els Països Baixos. El single, sent alliberada l'única pista del seu segon àlbum Let's Talk About Love, aconseguia que l'àlbum arribés a un estatus de platí a Alemanya per a vendes de més de 500,000. L'èxit continuava amb dos números més, un d'individual com "Brother Louie" i, el segon, "Atlantis is Calling (S.O.S. for Love)" els dos des del tercer àlbum Ready for Romance. El duo també arribava a un punt alt amb el seu sisè single "Geronimo's Cadillac" des del quart àlbum In the Middle of Nowhere, i Jet Airliner des del seu cinquè àlbum Romantic Warriors.
Durant aquesta era Modern Talking tenia èxit a Europa, Àsia, Amèrica del Sud, Orient Mitjà, especialment a l'Iran, on es prohibia tota mena de música pop Occidental, després de la revolució islàmica de 1979, i també en uns quants països Africans. Al Regne Unit entraven al top-5 només una vegada amb la cançó "Brother Louie" '. Com la majoria dels actes pop europeus, eren gairebé desconeguts a Amèrica Del Nord, sense aparèixer mai en les llistes, encara que continuaven causant meravelles al Canadà quan "El germà Louie" culminava al número 34 el 1987. Llançaven dos àlbums un any entre 1985 i 1987 mentre també promovia els seus individuals a la televisió pertot arreu d'Europa, arribant a vendre, finalment, 65 milions de discs durant tres anys.

### Entre 1987 i 1998
Immediatament després que el duo se separés el 1987, Bohlen va formar el seu propi projecte Blue System i va gaudir de diverses posicions de les cançons d'una posició alta amb temes com "Sorry Little Sarah", "My Bed Is Too Big", "Under My Skin", "Love Suite" i "Déjà Vu". Anders es va llançar com a solista, i va gravar algunes de les seves noves cançons a Los Angeles i Londres, i també al seu país natal. Com a solista, Anders fa gires en llocs comMoscou, Sun City, Hong Kong i Santiago de Xile, durant la qual cantava cançons dels seus àlbums en solitari pop, als seus milers d'entusiastes seguidors lleials satisfets amb el material de l'ex Modern Talking. Anders ha gravat cinc àlbums en solitari en anglès Diferents ', Whispers ', Down On Sunset , When Will I See You Again i Soule i un àlbum en castellà, Barcos de Cristal, però va causar més èxit a l'estranger que a casa. Malgrat totes les querelles i desacords que Dieter i Thomas tenien entre si en el passat, Anders i Bohlen va començar mantenir-se en contacte de nou després que Anders va tornar al Koblenz, Alemanya, el 1994.

### La Reunió: 1998-2003
Al començament de 1998, el duet es van reunir, i van tenir la seva primera actuació junts al març en el programa de televisió més gran d'Alemanya: Wetten, dass ..?. El nou duo va començar amb coses de la nova versió del seu single del 84 You're My Heart, You're My Soul '98. El single, però, ja no sonava com un tema Europop suau, sinó que era un típic Eurodance amb el raper Eric Singleton en la veu de rap. El retorn del seu primer àlbum  Hotel Back For Good, que incloïa quatre cançons noves, així com tots els anteriors èxits amb les tècniques modernes, es va quedar en la posició número u en Alemanya durant cinc setmanes consecutives, i va aconseguir un lloc en les llistes a 15 països, i, finalment, la venda de sis milions d'unitats a tot el món. El duo va obtenir el premi en la World Music Awards  per ser la millor banda alemanya amb moltes vendes d'aquell any. El següent l'àlbum  Alone, que també va ser en poc temps el número u en Alemanya, va tenir molt èxit en altres llocs, l'àlbum va aconseguir vendre més d'un milió d'unitats només a Europa.
Bohlen va seguir el seu '80 Modern Talking patró com ell va decidir llançar dos senzills de cada disc de nou com en el passat. Una sèrie de singles i quatre àlbums més seguits com el Year of The Dragon, America, Victory and Universe. Després d'arribar al punt en què ja havien recollit més de 400 premis d'or i platí arreu del món, Bohlen i Anders van decidir dividir-se de nou el 2003. Bohlen va participar en el programa Deutschland sucht den Superstar, l'edició alemanya del Pop Idol que es feia al Regne Unit, va ser un dels principals motius i va dir que ell mateix sabia que era millor deixar el grup en aquell moment, quan ja havien aconseguit arribar a ser número u en diverses llistes. Van treure un àlbum de compilació més el 2003 titulant-lo de The Final Album , que conté tots els singles del duo. Thomas Anders va començar una altra carrera en solitari de seguida, mentre que Bohlen havia començat a dedicar-se la major part del seu temps a cercar nous talents com DSDS

## Producció i xifres de vendes
El 1998 Bohlen deia que el single Precious Little Diamond per Fox the Fox com la seva inspiració per la utilització de cors de falset. L'estudi vocal va alinear a Rolf Köhler, Michael Scholz, Detlef Wiedeke i (en primers àlbums) Birger Corleis, a més a més a Bohlen i Anders, produït la característica de cors alta de Modern Talking. Köhler, Scholz i Wiedeke més tard passaven a treballar amb Bohlen en el Blue System, abans d'unir-se amb el compositor Thomas Widrat per formar Systems in Blue. Mai no s'atribuïa a Köhler, a Scholz i a Wiedeke els àlbums de Modern Talking, i finalment s'anaven directes a la matèria. Rebien un acord fora del jutjat, i Bohlen publicava el seu penediment (Obsession, per Blue System), admetent la contribució del trio.
Les altres influències inclouen música de Schlager de llengua d'alemany, disco-pop de Bee Gees i cançons de llengua anglesa romàntiques d'origen italià i francès, com Gazebo i I Like Chopin. Després de la reunió de 1998 Bohlen produïa eurodansa, així com balades d'amor d'estil americà.
Les vendes globals de discs de Modern Talking eren 120 milions d'unitats, segons Bmg el juny de 2003, i s'han convertit en l'acte de música alemanya de venda més gran en la història, per ara superant en vendes a Boney M, Milli Vanilli, l'Enigma de Michael Cretu, Sandra així com Scorpions i Rammstein.
Dieter Bohlen també treballava amb uns altres artistes fins i tot mentre existia Modern Talking, entre ells Chris Norman de fama de Smokie la cançó "Midnight Lady" (1986), que era una mostra de la composició de Bohlen més popular. També escrivia un gran nombre de pistes de discoteca per a Caroline Catharina Müller, les quals tenien un so accelerat, menys romàntic. Algunes cançons angleses de Bohlen com "You're My Heart, You're My Soul" també s'enregistraven amb lletres de cançó alemanyes per Mary Roos, que utilitzaven les mateixes pistes de play back. Quan Modern Talking se separava el 1987, un cert nombre de pistes escrites per l'últim àlbum es van incloure al primer àlbum de Dieter Bohlen, que apareixia gairebé alhora, entre ells el seu primer single Sorry Little Sarah.

## Carreres solistes
El 2006, Bohlen incloïa un missatge secret en la seva cançó Bizarre Bizarre que deia: "Mai no s'acabarà Modern Talking". Tanmateix, Bohlen deia: "La música de Modern Talking viurà per sempre". Anders ha mantingut les cançons de Modern Talking en el seu repertori i les cançons produïdes eren similars als seus discs com Independent Girl. El 2006, produïa un àlbum titulat Songs Forever amb versions de Swing i Jazz de cançons populars (incloent-hi les primeres de Modern Talking). Bohlen ha escrit dos llibres autobiogràfics, un dels quals també explica la història de Modern Talking des de la seva perspectiva, i afirma que va vendre un milió de còpies a Alemanya. La seqüela va ser durament criticada pel seu cap, el qual tractava el tema com una injustícia amb la gent amb la qual treballava. Com a resultat d'això, es va retirar dels escenaris durant un any fins a 2006. Anders no va ser l'únic que va fer acusacions contra Bohlen i demanant que algunes seccions del llibre fossin modificades. Frank Farian es va enfadar per la producció literària de Bohlen i va publicar un llibre en el qual va tractar de mostrar que Bohlen era un frau. El primer llibre de Bohlen era la base d'una pel·lícula d'humor animada anomenada Dieter - Der Film. La banda sonora d'aquesta pel·lícula contenia una cançó de Modern Talking, prèviament llençada, Shooting Star que havia estat escrita a l'àlbum Universe.